# Петік і Санос
Брати Петро́с (Петі́к) (XVI століття, Джульфа — прибл. 1620—30-ті, Алеппо) і Сано́с (XVI століття, Джульфа — 1640, ?) — впливові вірменські купці та відкупники (збирачі податків) в Османській імперії (головним чином в Алеппо) наприкінці XVI століття — початку XVII століття. Торгові магнати (джульфинські ходжі), високопоставлені митники. Покровителі вірменської громади.
Ходжа Петік — найбагатший купець Алеппо, що монополізував у ньому шовкову торгівлю та контролював велику торговельну мережу від Індії до Амстердама, адміністратор усіх закладів у місті та управитель митницею всієї Османської Сирії, а потім і Ерзурума. Ходжа Санос — також начальник митниці Ерзурума, а після страти брата і до власної страти — Алеппо. Серед дослідників є розбіжності щодо обставин, за яких брати набули своїх великих статків, а разом з ними та виняткової влади у місті, однак вони сходяться на тому, що їхня діяльність є примітним позитивним періодом в історії вірменської громади Алеппо. Причини страти Петіка та Саноса досі залишаються нез'ясованими.

## Імена та титули

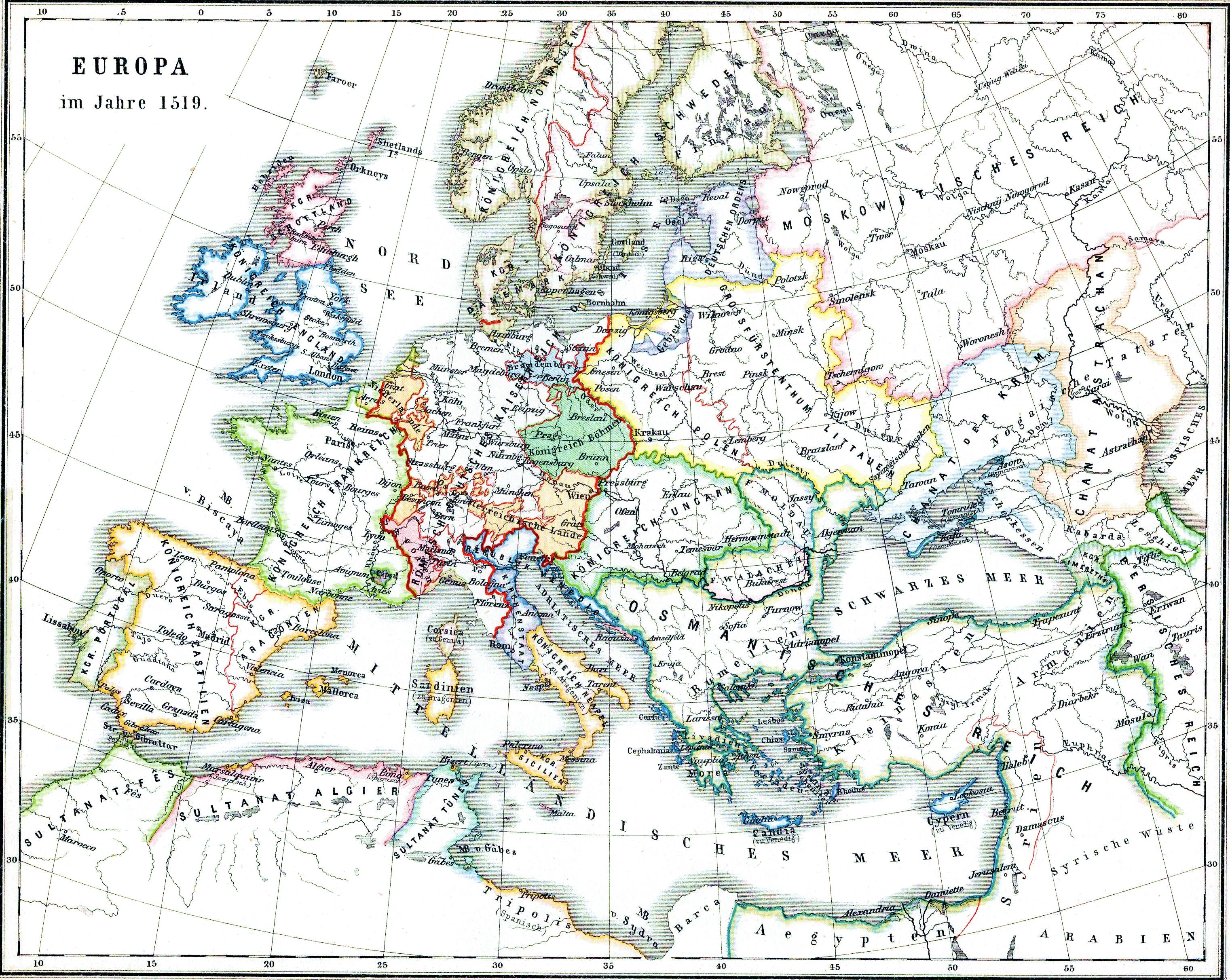
Карта «Європа в 1519 році»; у правому нижньому куті позначено територію Західної Вірменії (Armenien), а також розташування міст Ерзурум (Erzirum) та Алеппо (Haleb) (Генріх Кіперт, 1879)

У джерелах брати згадуються по-різному. Ім'я Петік — зменшувальне від імені Петрос. Часто його ім'я передається як Бедіґ або Бедік, димінутивами від західновірменської форми імені Бедрос, що відповідає східновірменській формі Петрос. Ім'я Саноса також згадується у написанні Sonos; також він згадується з ім'ям Степанос.
Імена обох братів згадуються в джерелах з титулом ходжа (перед ім'ям), титулом Челебі (зазвичай після імені, але іноді й перед) і навіть з використанням цих двох титулів одночасно перед іменами і після них. Таке подвійне титулування братів пояснюється істориком Акопом Барсумяном тим, що їхня діяльність припала на період семантичного стирання меж між титулами ходжа та челебі у середовищі османських вірменів. У зв'язку зі зростанням вживання титулу ходжа відбувалося його знецінення у вірменських купецьких колах Османської імперії, і певний час спостерігалося використання вірменськими ходжами обох титулів. Згодом сини османських ходжів масово переходили суто на титул челебі, бо він сприймався ними як престижніший. Так, наприклад, син Саноса іменувався Сканда́р Челебі.
Обидва брати також згадуються під прізвиськами Карагьозоглу (як вважав османіст Александер де Гроот, а разом з ним і Ель-Мударис і Селмон, родовим прізвищем сім'ї було Карагьоз). Петік також згадується як Бедрос аль-Аджамі (ʿajami — назва перських вірмен, зокрема і джульфинців).

## Походження та Алеппо тих років
Ходжа Петік був сином Кіракоса - вірменського купця, що переїхав з Джульфи в Алеппо. Петік мав як мінімум двох братів, одного з яких звали ходжа Санос. Брати були родом з Джульфи, процвітаючого вірменського купецького центру (великої магістралі левантійської торгівлі шовком-сирцем), значну частину населення якого становили торговці (нині місто в Нахічеванській Автономній Республіці, Азербайджан). За словами історика-сходознавця Брюса Мастерса, вони «були серед джульфінських вірмен, які оселилися в Алеппо в першій половині сімнадцятого століття».
Ще до депортації вірмен зі Східної Вірменії кизилбашами та повного розорення міста в 1605 році (див. Великий сургун), місцеві купці поступово мігрували з Джульфи в інші землі через наростання грабежів та агресії з боку Туреччини та кизилбашської Персії. Перша згадка про джульфинців в Алеппо датується останньою чвертю XV століття; пересуваючись на в'ючних тваринах, вони продавали переважно штучний шовк і льон як у місті, так і в сусідніх селах. Вже XVI столітті ключову роль місті почали грати саме вірменські торговці. До середини XVI століття джульфинці (або, як їх ще називали, «аревелці» — з вірменської «східні», щоб відрізняти їх від вірмен з Кілікії та Західної Вірменії) посіли високе положення в управлінні місцевою вірменською громадою й у міжнародній торгівлі міста. Лише через два сторіччя їх потіснили вірмени-купці з анатолійських міст. Авторитетних вірменських торгових магнатів, особливо з Персії, називали ходжами. Найбільший розквіт купецтва та світсько-церковної організації вірменської громади Алеппо припав на період з XVI по XVIII століття та був викликаний присутністю в ній джульфинців. У цей період навіть кілікійський католикос Азарія, сам уродженець Джульфи, обраний за підтримки джульфинців, переїхав зі своєю резиденцією з Сіса в Алеппо, що значно посилило почуття громадянської гордості серед місцевих вірмен.
Алеппо того часу — третє за величиною місто в Османській імперії, після Стамбула (Константинополя) та Каїра. Розташовуючись на Шовковому шляху та бувши одним із найважливіших центрів міжнародної торгівлі, місто приваблювало венеціанських, голландських, англійських, французьких, німецьких та інших європейських купців, які засновували у ньому свої колонії. У першій половині XVI століття місто стало найважливішим центром експорту іранського шовку-сирцю в Європу завдяки османсько-європейським договорам, і залишалося таким до XVII століття. Через великий обсяг комерційної діяльності у місті виникла потреба у будівництві безлічі ханів (Симеон Лехаці називає цифру в 365 ханів, не кажучи про «франкські хани, де сидять посли»), які служили заїжджими дворами, біржами та складськими приміщеннями для іноземних торговців.

## Діяльність

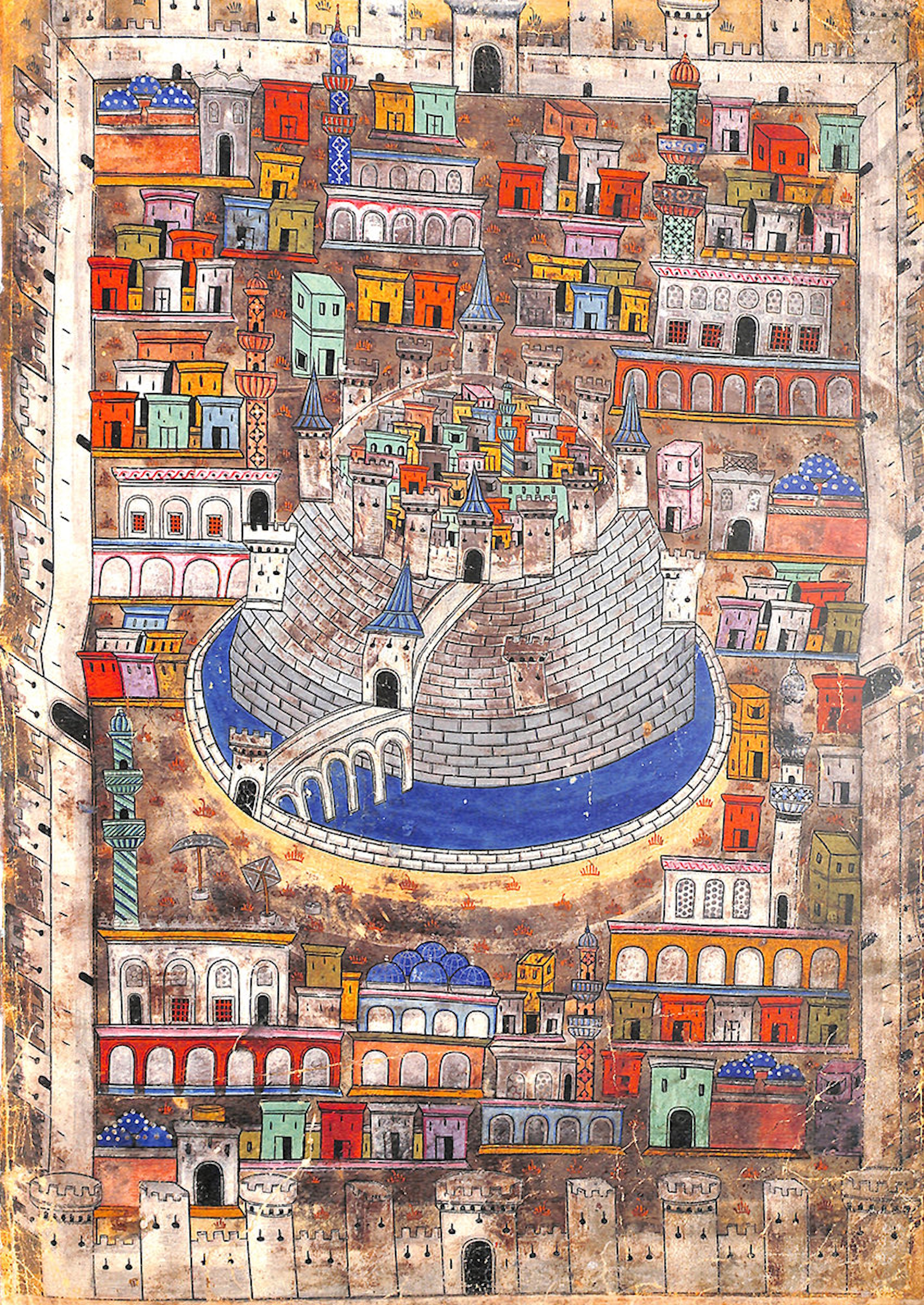
Алеппо, прибл. 1535 (мініатюра з «Меназілнаме» Матракчі Насуха)

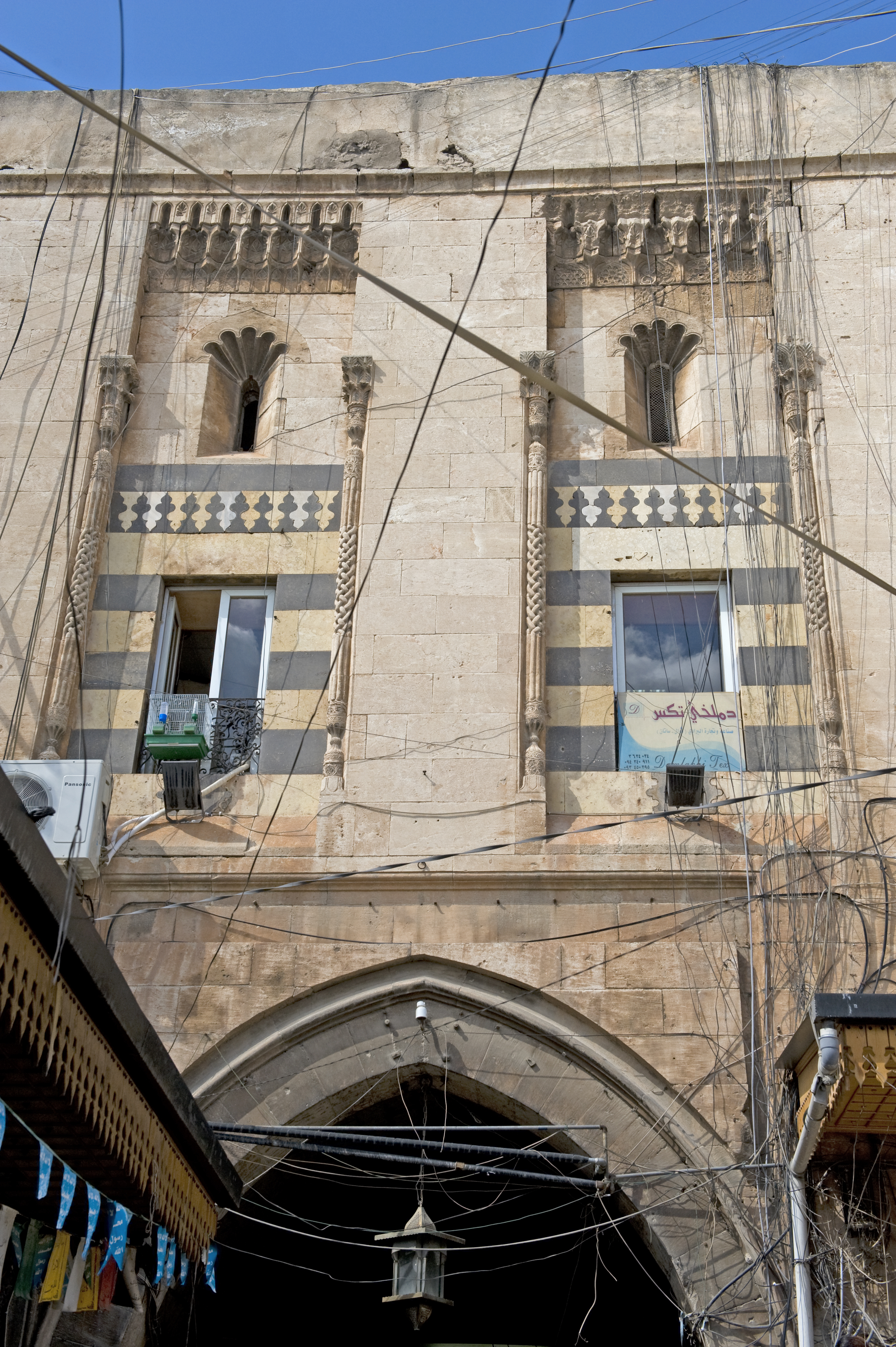
Хан аль-Гюмрюк — центр міжнародних купців в Алеппо того часу

### Зростання впливу
Ходжа Петік і ходжа Санос є найпомітнішими джульфинськими магнатами початку розквіту алеппської вірменської громади. В Алеппо Петік заснував фірму, що вела торгівлю шовком між Європою та Османською імперією. Згодом вони з Саносом монополізували постачання шовку і приблизно з 1590 по 1632 рік венеціанські, іспанські, французькі, англійські та голландські купці в Алеппо торгували цим продуктом суто з його торговою фірмою. Велику торгову мережу Петіка та його братів становили комерційні установи в Анатолії, Персії та Індії, забезпечуючи їм поставки шовку-сирцю та поширення в обмін виробничих товарів з Європи. Основними ринками збуту шовку та текстилю були голландський та італійський. Ходжа Санос був помічником брата, коли той почав купувати у держави прибуткові посади в Алеппо. Згодом Петік займав безліч різних офіційних чи напівофіційних посад і був залучений до великої кількості ділових питань. Джерела його доходу були настільки різноманітні, що його бухгалтерські книги містили до двадцяти чотирьох статей водночас, серед яких були «митні збори, огляд ринків, охорона громадського порядку, хани, громадські лазні» та інші.
Ходжа Петік став найбагатшим купцем Алеппо і приносив істотний внесок у доходи державної скарбниці. Великому бізнесу джульфинця значно сприяла його служба управителем ханів, лазень та інших установ Алеппо й особливо посада начальника митниці всієї Османської Сирії, як головний митник (gümrükemini/emin-i gümrük/emin al-gümrük) Алеппо, Олександретти та Триполі. У Триполі, важливому порту Леванта, сім'я Петіка десятиліттями займала високі пости. Як основна контактна особа для всіх торговців в Алеппо, ходжа Петік почав відігравати ключову роль у торгівлі міста з Європою. Обидва брати також були збирачами податків. Завдяки своєму соціальному становищу Петік також мав тісні контакти з Високою Портою і палацом султана в Константинополі (Стамбулі). Історик Артавазд Сурмеян, а за ним і Керам Кевонян називають Петіка також субаші Алеппо, проте історик Аведіс Санджян вважав, що це «твердження, схоже, засноване на певному непорозумінні», оскільки ця посада була зарезервована за агою чи кетхудою місцевих яничар. Згідно з історикинею Еліз Семерджян, свої великі статки брати набули лише в результаті отримання контролю над митницею міста після повстання курдського вождя Алі Джанбулада. Грісволд вважав, що сім'ї Петіка та Джанбулада повинні були бути знайомі.
Основні торгові контакти ходжі Петіка припадали на Нідерланди, і навіть казали, що він є їхнім офіційним торговим представником у місті. Цей факт пояснюється існуванням в Амстердамі активної вірменської громади, більшість якої також складали джульфинці. Угоди Петіка та Саноса з голландськими фірмами проходили через Корнеліса Пау, голландського консула в Алеппо. До 1616 року Петік уже мав можливість безпосередньо вести переговори з голландським консулом щодо розміру тарифів, які повинні були сплачуватись Голландією в Алеппо. Як зазначає Мастерс, це було прямим порушенням повноважень з боку Петіка, наданих йому Портою. 1613 року на Петіка поскаржився венеціанський консул у місті, зі слів якого той похвалився своєю владою, заявивши: «Я митник. Ніхто не посадить мене».
Петік обіймав посаду головного митника декілька разів. Спочатку, як пише Мастерс, він відкупив її в 1612 році на дев'ять років, але за невідомих обставин вже в 1614 році ненадовго був витіснений євреєм Мусою ібн Ісхаком. Так почалося суперництво між Петіком та Мусою. Ходжа Петік повернув собі посаду в 1616 році. На думку Мастерса, важливу роль у цьому відіграло встановлення ним прямого контакту з голландським консулом. За даними Семерджян, він займав цю посаду до 1627 року (згідно з нею ж, цього року він був страчений). Згідно з Кевоняном (та Акопом Карнеці), ходжа Санос взяв на себе керівництво митницею Ерзурума (столиці Західної Вірменії) в 1629 році. Як описує Барсумян, після роботи в Сирії Петік був призначений Мурадом IV головним митником Ерзурума. Також, згідно з ним, під час цієї його служби два брати викупили з рабства понад тисячу вірмен, взятих у полон як здобич «татарської армії», що билася на боці османів у війні проти персів у 1638 році. Практика порятунку вірмен, полонених під час османсько-перських воєн, за допомогою їхнього викупу з рабства була поширеним явищем серед вірменських ходжів як соціального класу.

### Благодійність
Брати відігравали важливу роль у покровительстві вірменській громаді, подібно до інших багатих джульфинців. Ними було подаровано багато ритуальних ювелірних виробів церквам і проспонсоровано написання безлічі Євангелій. 1616 року вони пожертвували гроші на реконструкцію Церкви Сорока Мучеників, розширивши її зі збереженням старої частини, щоб вона могла вмістити більше вірян і католикоса. Ця масштабна реставрація показує виняткову владу Петіка та Саноса, оскільки розширення християнських храмів було заборонено Пактом Умара. Історик Каміль аль-Газзі наводить місцевий історичний анекдот, згідно з яким султан Мурад IV, що проїхав через Алеппо, терміново особисто надав дозвіл джульфинцям на розширення й оновлення церков: «Цей молитовний простір було розширено в 1639 році Бедросом аль-Аджамі, також відомим як Ходжа Бедік, який отримав дозвіл від султана Мурад-хана після того, як запросив його на трапезу, яка була подана в химерних і дорогих китайських тарілках, а порцеляна рідко зустрічалася за межами його будинку. Після того, як султан закінчив їсти, Бедрос наказав своїм слугам розбити порцеляну, так що султан розсердився і запитав, чому він розбив порцеляну. Бедрос сказав йому, що вона йому більше не потрібна, тому що у нього немає нікого, подібного до султана, хто гідний їсти з них, і що він спеціально приготував її для нього. Султан був задоволений, тому спитав його, чого той хоче в нагороду. Бедрос попросив розширити стару і маленьку церкву, оскільки вона була їм недостатньо велика, і прибудувати до неї [другий поверх] будівлі, на що султан погодився». Зазвичай Санос вважається головним спонсором церковних реконструкцій в Алеппо 1616 року. Відповідно до Симеона Лехаці, «будівником був ходжа Санос» і дві церкви (Сорока Мучеників і Святої Богородиці) «були заново оновлені та розширені, [стали] великими [та] широкими, куполоподібними та склепінчастими, дуже красивими та привабливими». Церкві Сорока мучеників були подаровані вірменські Євангелія, датовані 1615 роком, написані Варданом Лехаці зі Львова та ілюстровані Ізраїлем з Аміда для Ходжі Саноса. Санос також збудував вишуканий вірменський собор в Ерзурумі декілька років потому.

### Загибель
Причини страт обох братів залишаються нез'ясованими. За припущенням Семерджян, вони можуть бути пов'язані зі скаргами європейських консулів на братів та їхньою надмірною владою. Деякі автори, як, наприклад, Ель-Мударріс, Селмон і де Гроот, виразно вказують на пряму залежність страти Петіка від скарг на нього від чотирьох консулів — венеціанського, англійського, французького та голландського.
Ходжа Петік був обезголовлений в цитаделі Алеппо, імовірно, за наказом султана Мурада IV (згідно з де Гроотом — великого візира). Точний рік його смерті залишається дискусійним питанням серед вірменознавців. Санджян, Кевонян та Асланян датують її 1632 роком, Ачарян — 1634. Семерджян, ґрунтуючись на османських архівах, називає 1627 і вважає що до 1639-го року (в переказі аль-Газзі) Петік був вже мертвий. Проте, за Барсумяном в 1638 році Петік був ще живий.
До 1640 року головним митником Алеппо продовжував бути Санос. Згідно з Семерджян, його особисті статки були «неосяжними». Всього за рік до його страти, в його бухгалтерській книзі, датованій 2 мухаррама 1049 року, можна виявити записи його досить великих угод з іноземними торговцями. Ґрунтуючись на архівних матеріалах із Сирії, Мастерс зазначає, що цього ж року їм було зібрано 7 934 гурушів з європейців і 5 406 з караванів, додатково ще й 4 086 гурушів від гербового збору (дамга). Крім цього Саноса було звинувачено у вимаганні кількох тисяч гурушів в англійських купців. Для поповнення своїх доходів Санос придбав ще кілька занять. Своїми «зухвалим перевищенням влади та звинуваченнями у вимаганні», за словами Семерджян, брати «переступили межу з Портою». 1640 року Санос був відсторонений від посад і, подібно до брата, страчений. Після нього прибуткову посаду начальника митниці Алеппо знову отримав єврей Муса валад Ісхак аль-Хахам, що ознаменувало втрату гегемонії вірмен у торгівлі сирійських міст. Лише через два століття вірмени повернуть собі панівну роль у митних справах міста.
Іскендер (або Скандар), син Саноса, був головним митником Алеппо в 1636 і Багдада в 1646 (після смерті свого батька).

### Оцінки
Англійський священник Левантійської компанії Вільям Біддалф, який відвідав Алеппо у 1600 році, і португальсько-єврейський мандрівник Педро Тейшейра, що відвідав місто через 5 років, помічали крайню бідність місцевих християн у порівнянні з багатством єврейської громади; але обидва були здивовані багатством та впливом вірменів-джульфинців у місті. Згідно з істориком Брюсом Мастерсом, наприкінці XVI — на початку XVII століття в Алеппо відбувався вірменський «культурний ренесанс, що не мав собі рівних в інших громадах османських вірмен», викликаний спонсоруванням ходжами міста мініатюристів (вірменський скрипторій існував у місті ще з середини XIV століття, а багато його художників запрошувалися з Вірменії, Кілікії та Європи на гроші купців), архітекторів та ремісників. За словами Семерджян: «Хоча обидва брати врешті-решт були страчені <…> їхнє панування, хай і нетривале, має історичне значення. Накопичене ними багатство було вкладене у найважливіші міські проєкти <…> За чисельністю [вірменська] громада становила лише малу частку християнського населення міста, проте на початку сімнадцятого століття вона мала надзвичайну владу». Історикиня-мистецтвознавиця Хегнар Уотенпо розглядає реконструкцію Церкви Сорока Мучеників ходжою Саносом як одну з хронологічних віх відродження східнохристиянської культури в Алеппо в XVII столітті. Дослідник Керам Кевонян дає ходжі Петіку таку оцінку: «Цю значну особистість можна порівняти з найбільшими ходжами Нової Джульфи і, якби не його побожність, більш ніж через сторіччя, з ходжою Вазідом, монополістом Бенгалії».

## Свідчення сучасників
Симеон Лехаці, що відвідав Алеппо в 1617 році, писав: «Цей Петік був знатною і видною людиною, бо роз'їжджав, немов паша, [у супроводі] тридцяти-сорока ясахчі, мав яничарів і сипахів. Сказали, що він має двадцять чотири взяті на відкуп справи; комрук, мухтесібство, субашіство, хани, лазні та все інше знаходиться в його руках». Ходжа Петік, як узвичаєно, разом з іншими жителями міста вийшов назустріч паломникам з Єрусалиму, серед яких був Лехаці: «Верхом на білому арабському коні, в золоченій збруї та сідлі, оздоблених дорогоцінними каміннями та перлами, прибув і ходжа Петік з двома братами; сяяли золото, каміння та переливчаста дорогоцінна парча. Його немов пашу супроводжували безліч рабів і слуг, вершників та яничарів. Наблизившись до нас, він зійшов з коня, впав до ніг католикоса і привітав його. <…> Того дня ходжа Петік влаштував великий бенкет, і [всі] веселилися до самого вечора». Історикиня Еліз Семерджян зауважує, що публічне носіння Петіком описаних Лехаці речей йшло всупереч сумптуарним законам Османської імперії, які забороняли немусульманам носити подібний розкішний одяг, залишаючи таку поблажливість лише для мусульман.
В одному зі своїх листів П'єтро Делла Валле відгукується про нього: «Ходжа Петік дуже важливий і дуже поважний серед них [вірменського християнського панства з Джульфи]; це не просто означає, що він добрий католик і дуже доброзичливий, як це завжди було у народу франків; але тим, що він дуже релігійний і побожний, що [являє собою] дзеркало релігійності та східного християнства. Це полягає в тому, що скільки б синів не було в людини, вона все одно витрачає все своє [майно] на зведення церков та прикрас [їхніх] стін, срібні хрести, кубки та інші необхідні речі. І в цій новій ісфаганській Джульфі, куди їх змусили переселитися після того, як цар зруйнував давню вірменську Джульфу, яка знаходилася на кордоні з Туреччиною на річці Араксі, з десяти церков одну повністю побудував і утримує на свої гроші ходжа Петік, і ще в одну він вніс більшу частину коштів, хоч [її побудова] і приписується іменам інших [людей]. А [ще] він допомагав і допомагає щодня створенню незліченних предметів мистецтва у навколишніх віллах. Але я не хочу промовчати про інший прояв його доброти. У війнах, що пройшли у Вірменії та Грузії, коли [життя] багатьох тисяч християн були перевернуті догори дном, і вони стали рабами, він, з любові Божої, за власні кошти викупив [з рабства] і звільнив понад чотири тисячі людей, старанно розшукуючи їх навіть у далеких країнах — [він повернув] синів батькам, дружин чоловікам та родичів родичам так, щоб вони не загубились. І щоб зробити це, не маючи готівки в достатній кількості та не маючи можливості швидко продати шовки, які він мав, він позичив їх у ширванського хана, який також був сином вірменина-християнина, віддавши тому в заставу шовки та те, що було в нього у власності. Це справжнє милосердя, не знаю, чи можна зробити більше цього».
Вірменський хроніст XVII століття Акоп Карнеці описує ходжу Саноса: «У 1629 році Санос Челепі, благочестивий чоловік з Алеппо, отримав наказ від султана Мурата та його великого візира Хюсрефа-паші вирушити в Карін (Ерзурум) і взяти на себе обов'язки головного митника там. Усі паші незабаром оцінили його вміння та розважливість, і він обіймав цю посаду до кінця свого життя. Йому вдалося забезпечити султану дохід у 100 000 курушів, на додаток до сум, які він давав пашам і нужденним. Скільком він допоміг і скільки добрих справ зробив крім цього, одному Богові відомо; наприклад, він організував звільнення 1000 рабів».